# Klaus Wunder
Klaus Wunder (Erfurt, 13 de setembro de 1950 - 16 de janeiro de 2024) foi um ex-futebolista alemão que jogou pelo Bayern de Munique e estava no elenco campeão da Liga dos Campeões da UEFA de 1975. Ele ganhou uma vaga para o time da Seleção Alemã e também representou a Seleção Alemã Ocidental nos Jogos Olímpicos de Verão de 1972.

## Títulos

### Bayern de Munique
- Liga dos Campeões da UEFA : 1974